# Dollar jamaïcain
Pour les articles homonymes, voir JMD.
Le dollar jamaïcain (symbole : $ ; code ISO 4217 : JMD) est la devise officielle de la Jamaïque depuis 1969. Il est divisé en cent cents. On utilise généralement les abréviations J$ ou JA$ pour permettre de faire la distinction avec les autres monnaies appelées dollar.

## Histoire
Le 30 janvier 1968, le gouvernement jamaïcain adopte une loi visant à décimaliser la monnaie nationale en remplaçant la livre jamaïcaine par le dollar. Les billets et pièces sont mis en service le 8 septembre 1969 et ne comportent plus le portrait royal mais les armoiries de la Jamaïque, indépendante depuis 1962.
Le dollar jamaïcain est également utilisé par Trinité-et-Tobago et les îles Caïmans jusqu'en 1972 avant l'adoption de leurs propres monnaies, le dollar de Trinité-et-Tobago et le dollar des Îles Caïmans.

## Pièces et billets

### Pièces de monnaie
Lors de la mise en circulation du dollar jamaïcain, des pièces de 1, 5, 10, 20 et 25 cents furent produites, toutes de même taille (à l'exception de la pièce d'un cent) que celles qu'elles remplaçaient, à savoir respectivement la 1 penny, 2 pence, 6 pence, 1 shilling, 2 shillings et 2 shillings 6 pence. De 1976 à 1989, une pièce de 50 cents de forme décagonale est également produite comportant le portrait de Marcus Garvey.
Des pièces supplémentaires de 1 dollar (en 1990), 5 dollars (en 1994), 10 dollars (1999) et 20 dollars (2000) sont frappées par la suite.

### Billets de banque
À la mise en circulation, les coupures existantes sont de 50 cents (équivalant à 5 shillings), 1 dollar (10 shillings), 2 dollars (1 £), et 10 dollars (5 £). 
Le billet de 5 dollars est introduit en 1970 suivi par celui de 20 dollars en 1976 lorsque le billet de 50 cents est remplacé par une pièce. Les billets de 100 dollars (en 1986) et de 50 dollars (en 1988) sont successivement introduits avant que celui de 2 dollars ne soit supprimé en 1989 et que ceux d'un dollar (en 1990), de 5 dollars (en 1994), de 10 dollars (en 1999) et de 20 dollars (en 2000) ne soient à leur tour remplacés par des pièces. Dans le même temps, des billets supplémentaires de 500 dollars (en 1990) et 1 000 dollars (en 2000) sont imprimés.

## Source
- (en) Cet article est partiellement ou en totalité issu de l’article de Wikipédia en anglais intitulé « Jamaican dollar » (voir la liste des auteurs).
- (en) « Banque centrale de la Jamaïque » (consulté le 26 juin 2007)